# Edward Sabine
Generaal Sir Edward Sabine KCB FRS (Dublin, 14 oktober 1788 - East Sheen, 26 juni 1883) was een Anglo-Iers astronoom, geofysicus, ornitholoog, ontdekker en de dertigste voorzitter van de Royal Society. Hij is vooral bekend om zijn toonaangevende onderzoeken naar het aardmagnetisch veld. Sabine hield zich niet alleen met geofysica bezig. Hij had ook een grote naam in de ornithologie (de studie van vogels). Als respect voor zijn studie van de vogels op Groenland is de vorkstaartmeeuw (Sabine's Gull) naar hem vernoemd. Ook is het eiland Sabine Ø naar hem vernoemd. Verder bestudeerde hij oceaantemperaturen, de Golfstroom, barometrische metingen van hoogten, de boog van de meridiaan, het glaciale transport van rotsen, de vulkanen van de Hawaiiaanse eilanden en verschillende punten van de meteorologie.
- Bibsys: 1049022
- Bibliothèque nationale de France: cb15354780s (data)
- Author citation (botany): E.Sabine
- CiNii: DA16055668
- Gemeinsame Normdatei: 11671350X
- International Standard Name Identifier: 0000 0000 8109 2664
- Library of Congress Control Number: n85800770
- Nationale bibliotheek van Australië: 36091999
- Nationale Bibliotheek van Israël: 987007443085105171
- Nederlandse Thesaurus van Auteursnamen: 185277853
- Réseau des bibliothèques de Suisse occidentale: 02-A003776416
- SNAC: w6d79df5
- Système universitaire de documentation: 08499763X
- Semantic Scholar: 89965747
- Trove: 1210881
- Virtual International Authority File: 29833874
- WorldCat: E39PBJdGR9mPg9rmwwTCXy3mh3